# 明格列爾人
明格列爾人，是格魯吉亞人的一個分支，主要生活在格魯吉亞西部的薩梅格雷洛，也生活在阿布哈茲和首都第比利斯。在1930年前蘇聯人口普查之前，明格列爾人是一單獨民族。
明格列爾人以明格列爾語為母語，也說格魯吉亞語，也屬南高加索语系。

## 歷史
明格列爾一字可能反映在希臘語Manraloi，在公元前2世紀被托勒密記錄為柯基斯人。
在中世紀初，明格列爾貴族和神職人員是後來的外行人，他們採用了格魯吉亞語作為一種文學和文化語言。在格魯吉亞王國15世紀分裂之後，明格列爾亞是一個自治國家 直到在19世紀被俄羅斯帝國吞併。
在俄羅斯帝國和蘇聯早期的幾次普查中，明格列爾人被認為是一個單獨的民族，主要是因為他們在中世紀在政治上與格魯吉亞王國的歷史政治和文化中心分開。 他們在20世紀30年代被重新分類。目前，大多數明格列爾人認為自己是格魯吉亞民族的一個小組。
格魯吉亞獨立後第一任總統茲維亞德·加姆薩胡爾季阿是明格列爾人，因此，在1991年12月21日至1992年1月6日的暴力政變之後，薩梅格雷洛成為內戰的中心。20世紀90年代初格魯吉亞-阿布哈茲衝突造成大約有18萬至20萬人被驅逐出阿布哈茲，隨後在這個分離主義地區對格魯吉亞人進行種族清洗。
該族最有名人物是拉夫連季·貝利亞。